# Müfide Kadri

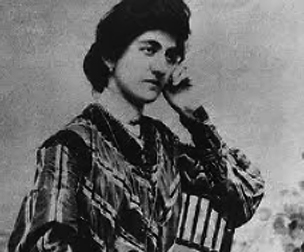
Müfide Kadri

Müfide Kadri (* 1890 in Istanbul; † 1912 ebenda) war eine osmanische Malerin. Sie gilt als erste muslimische Malerin der Türkei und erste Kunstpädagogin des Osmanischen Reiches.

## Leben
Schon als Baby verlor Müfide Kadri ihre Mutter und wurde von entfernten Verwandten adoptiert, die selbst keine Kinder hatten. So wuchs sie in einer wohlhabenden Familie im Stadtteil Çamlıca auf. Sie wurde von Privatlehrern unterrichtet, die auch ihr künstlerisches Talent entdeckten.

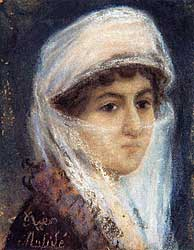
Selbstporträt

Im Alter von zehn Jahren begann sie, sich ernsthaft mit der Kunst auseinanderzusetzen und erhielt von 1907 bis 1910 Unterricht von Osman Hamdi Bey und dann Zeichen- und Aquarellunterricht bei Salvatore Valeri (1856–1946), einem italienischstämmigen Professor an der Akademie der Schönen Künste („Sanayi-i Nefise Mektebi“, heute Mimar Sinan Üniversitesi). Außerdem hatte sie Klavierunterricht, lernte Geige und klassische Instrumente wie Oud und Kemençe.
Auf Drängen von Hamdi Bey sandte sie einige Arbeiten zu einer Ausstellung nach München, wo ein Gemälde mit einer Goldmedaille ausgezeichnet wurde. Sie wurde Musiklehrerin an einer Istanbuler Mädchenschule und lehrte später auch Kunst und Stickerei am Istanbuler Mädchengymnasium. Außerdem unterrichtete sie die Tochter von Sultan Abdülhamid II. Als Komponistin vertonte sie mehrere Gedichte.
1911 war sie mit fünf Gemälden an der Ausstellung im Salon der Istanbuler Operngesellschaft beteiligt. Nur wenige Wochen später diagnostizierte man bei ihr Tuberkulose. Diese war so weit fortgeschritten, dass eine Heilung nicht mehr möglich war. Sie starb im folgenden Jahr. Nach ihrem Tod wurden 40 ihrer Werke zugunsten der Osmanischen Malervereinigung verkauft.
Sie wurde auf dem Friedhof Karacaahmet in ihrer Heimatstadt bestattet. Ihr Grabstein trägt eine Inschrift des bekannten Kalligrafen İsmail Hakkı Altınbezer.

## Rezeption
Ihre Lebensgeschichte inspirierte Halide Edib Adıvar zu dem Roman Son Eseri.

## Werke

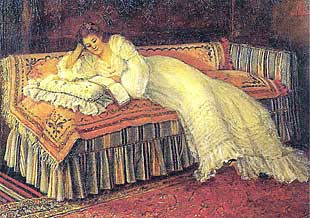
Lesende Frau
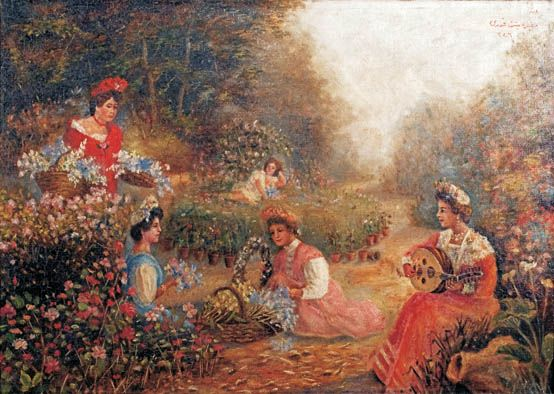
Frau, eine Oud spielend
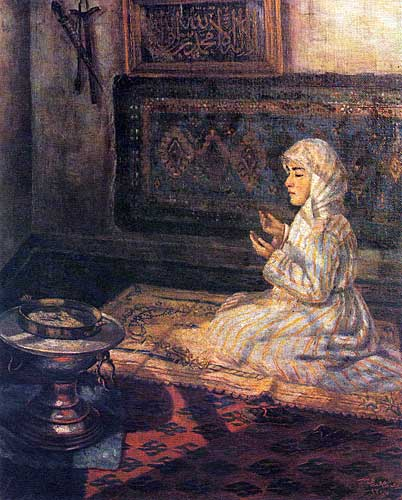
Betendes Mädchen
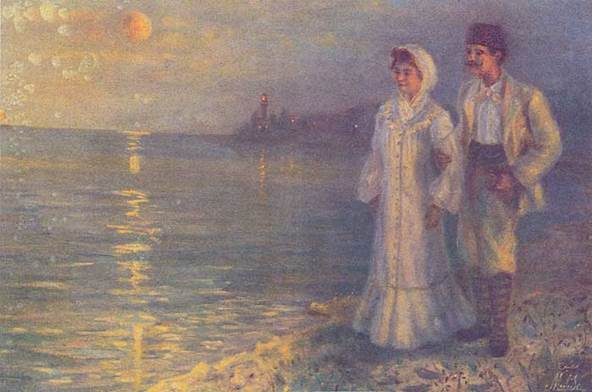
Liebende am Strand